# Castell de Morella
El castell de Morella és un castell-fortalesa d'origen musulmà, situat estratègicament sobre un penyal a 1.073 msnm. La muralla de Morella disposa de 14 torres defensives, entre les quals destaca la Torre del Pantó, documentada des del segle xv. Aquesta presenta una disposició rectangular i 12,5 metres d'alçària, i està construïda amb murs de maçoneria a dues cares, amb cantoneres de pedra treballada i espitlleres. Després de la nefasta gestió de la Diputació de Castelló, i de la seua recuperació en mans del Ministeri de Cultura, amb col·laboració de l'ajuntament de Morella, s'hi està duent a terme importants treballs de restauració i conservació.

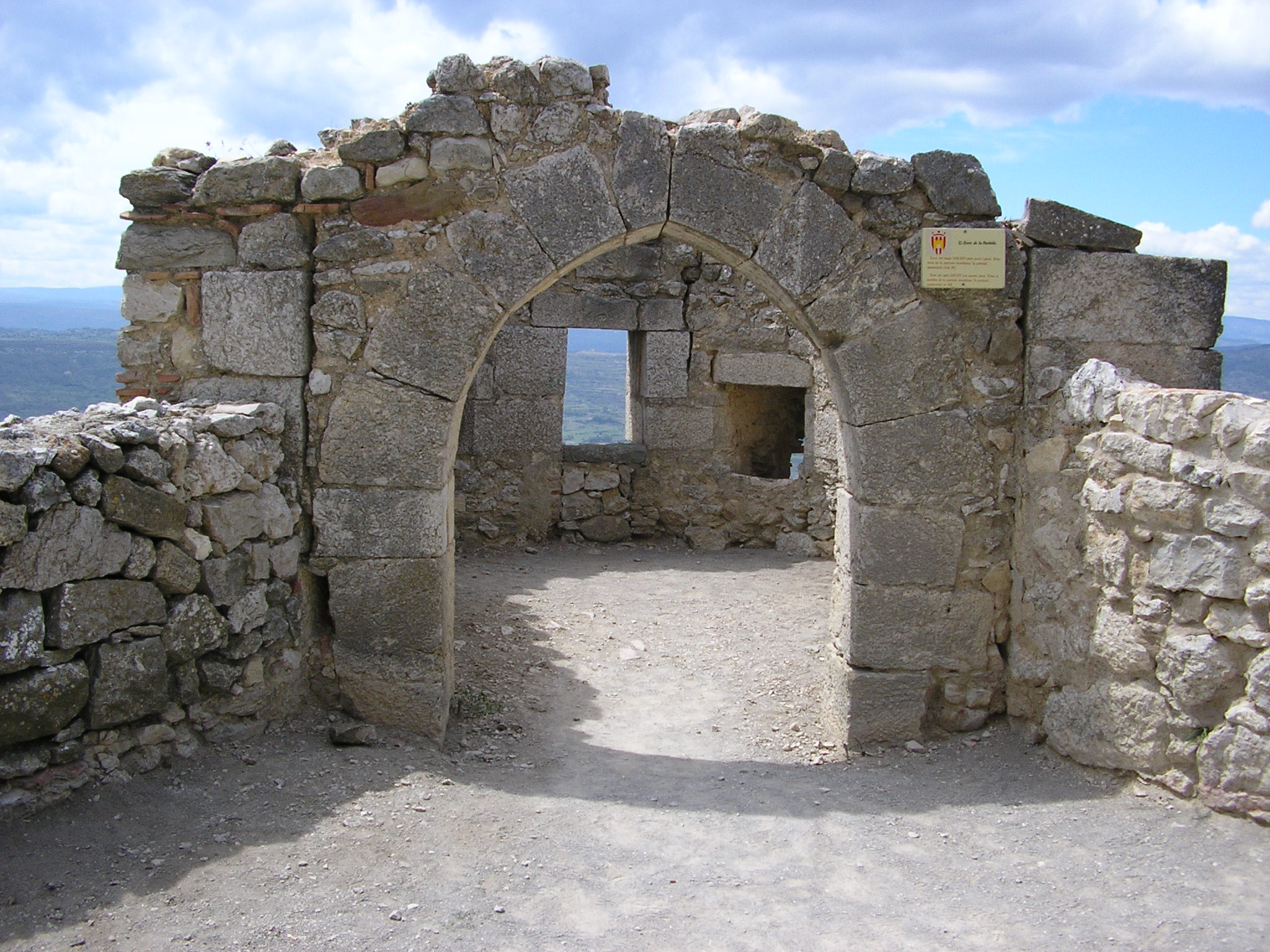
Porta d'accés a la Torre de la Pardala.

El lloc presenta ocupació des d'època ibèrica. Des d'aleshores, ha estat un enclavament important en diferents confrontaments armats. El seu caràcter inexpugnable permeté que només fos vulnerat dues voltes, a causa d'una traïció en la conquesta i per una infiltració de Cabrera a través d'un excusat de la muralla durant les Guerres Carlines.
Després que Cabrera entrara a la fortalesa, aquesta es convertí en una de les places fortes dels carlins i base del seu exèrcit. El 1839, l'enginyer prussià Von Radhen el reestructurà per tal d'incorporar-hi els nous avenços defensius de l'època. Un any després, sofrí grans desperfectes a causa del bombardeig d'Espartero, que encertà una de les bombes en el polvorí del castell.
El castell de Morella fou també una plaça forta en la Guerra de la Independència. Segons conta la llegenda, la líder morellana Josefa Bosch, la Pardala, fou penjada per l'exèrcit francès des d'una de les torres del castell com a represàlia per la seua dura resistència en aquesta guerra. En honor seu, s'anomena aquesta torre la Torre de la Pardala.